# Лебедєва Тетяна Олегівна
Лебедєва Тетяна Олегівна (23 травня 1977, Київ) — українська боксерка, заслужений майстер спорту України з боксу, чемпіонка Європи, призерка чемпіонатів світу та Європи, багаторазова чемпіонка України з боксу.

## Спортивна кар'єра
Боксом Тетяна Лебедєва почала займатися з двадцяти років у клубі «Гарт» і одночасно у клубі «Спартак-Подол», а вже 12 грудня 1997 року вийшла на чотирираундовий показовий бій з Аліною Шатерніковою, який програла за очками.
На 1-му чемпіонаті Європи з боксу серед жінок 2001 року в категорії до 51 кг програла в першому бою.
На чемпіонаті світу 2002 в категорії до 48 кг перемогла трьох суперниць, а у фіналі програла Рі Йон Гьян (Північна Корея).
На чемпіонаті Європи 2003 в категорії до 50 кг перемогла двох суперниць, а у півфіналі програла Сімоні Галассі (Італія).
На чемпіонаті Європи 2004 в категорії до 48 кг, здобувши три перемоги, у тому числі у фіналі над угоркою Монікою Чік, стала чемпіонкою.
2005 року перейшла з аматорського боксу до професійного. Після завершення виступів відійшла від боксу, зайнявшись індустрією краси.